# Гекатон Родосский
Гекатон Родосский (др.-греч. Ἑκάτων; ок. 100 г. до н. э.) — философ-стоик.
Родился на острове Родос, ученик Панетия Родосского, но ничего не известно о его жизни. Очевидно, что он был выдающимся стоиком своего времени и плодотворным писателем. Диоген Лаэртский упоминает шесть трактатов, написанных Гекатоном:
- Περὶ ἀγαθῶν — О благах, по крайней мере в девятнадцати книгах.
- Περὶ ἀρετῶν — О добродетелях.
- Περὶ παθῶν — О страстях.
- Περὶ τελῶν — Об окончаниях. .
- Περὶ παραδόξων — О парадоксах, по меньшей мере тринадцать книг.
- Χρεῖαι — Максимы.

Дополнительно Цицерон сообщает, что Гекатон написал труд Об обязанностях (лат. De Officiis). Гекатон также часто упоминается Сенекой в трактате De Beneficiis. Сенека цитирует Гекатона в Epistle VI, 7: «Ты спросишь, чего я достиг? Стал самому себе другом!» и Epistle IX, 6: «Если нуждаешься в любви — полюби сам». Согласно Диогену, Гекатон разделял добродетели на два вида, которые основаны на научных интеллектуальных принципах (например, мудрость и справедливость) и не имеющие такой основы (например, умеренность). Он утверждал, что добродетели можно научить.